# Coeloplana meteoris
Coeloplana meteoris är en kammanetart som beskrevs av C.E. Hugo Thiel 1968. Coeloplana meteoris ingår i släktet Coeloplana och familjen Coeloplanidae.
Artens utbredningsområde är Indiska oceanen. Inga underarter finns listade i Catalogue of Life.